# 觸鬚星系
觸鬚星系，也稱為NGC 4038/NGC 4039或科德韋爾60/61，是在烏鴉座的一對交互作用星系，早在1785年就被威廉·赫歇爾發現。

## 一般資訊

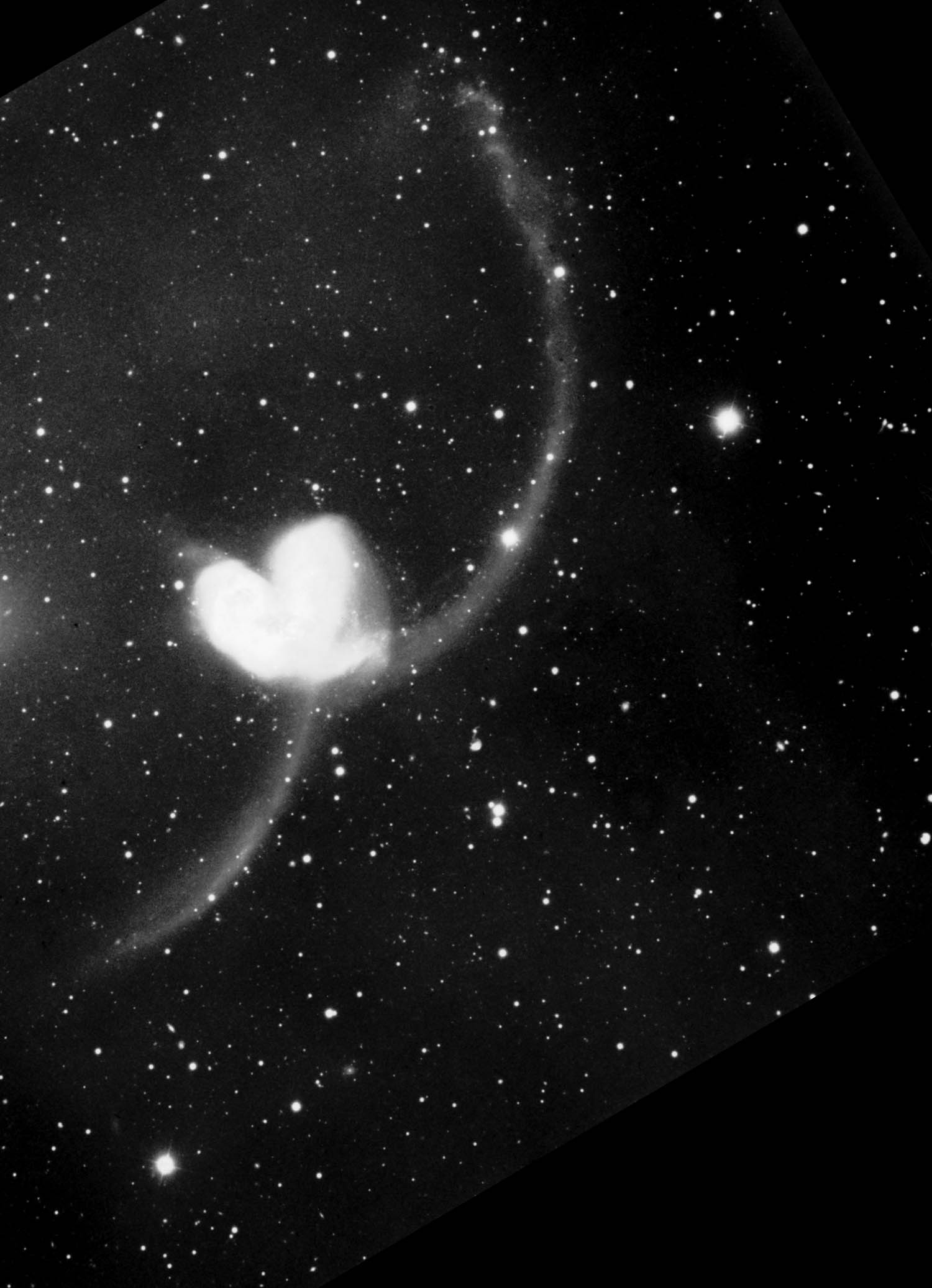

這個被稱為NGC 4038群的集團總共有5個星系，而正在碰撞中的兩個星系被稱為觸鬚星系。這是因為經由星系碰撞而產生由恆星和氣體和塵埃組成的兩條長長尾，很像昆蟲的觸鬚而得名的。這兩個星系因為核心的結合正形成超星系中。多數的星系在她們的一生中大概至少都會經歷一次重大的碰撞，像是我們的銀河系未來將會和仙女座大星系發生碰撞。在觸鬚星系（NGC 4038）中已經發現五顆超新星：SN 1921A、SN 1974E、SN 2004GT、SN 2007sr和SN 2013dk。
最近的資料顯示，這個碰撞星系的距離只有4千5百萬光年 （页面存档备份，存于），比過去認為的6千5百萬光年近了許多。

## 演化史
大約12億年前，觸鬚星系仍是分離的兩個星系。NGC 4038在與比他大的NGC 4039碰撞之前是一個螺旋星系。9億年前，觸鬚星系的兩個成員開始接觸，看起來與NGC 2207和IC 2163相似。6億年前，兩個星系已經交錯而過，看起來則像雙鼠星系。3億年前，這兩個星系的恆星被相互的牽扯出來，形成了今天所看見的，被拋擲在原來的星系之外的兩條帶狀物，很像是觸鬚的形狀。
在最近的4億年內，觸鬚星系的核心因為碰撞而合而為一，並且被恆星與氣體包圍著。觀測和對星碰撞的模擬認為觸鬚星系將會發展成為一個橢圓星系。

## 外部連結
- 每日一天文圖：觸鬚星系 (10/22/1997) （页面存档备份，存于）
- The Register: Galactic prang fingered in star formation mystery （页面存档备份，存于）
- ESA/Hubble News Release （页面存档备份，存于）
- ESA/Hubble images of Antennae Galaxies （页面存档备份，存于）
- Space Daily Archive.today的存檔，存档日期2008-05-17